# Waku Waku (Toverland)
Waku Waku is een attractie in het Nederlandse pretpark Toverland. De attractie is geopend in 2013 en werd gebouwd door Velopa Omniplay. De attractie is een waterspeeltuin met een survivalparcours op en over het water en ligt in het themagebied de Magische Vallei.
De attractie opende onder de naam Kids Survival in 2013 en veranderde van naam in 2018.
Lijst van attracties in Attractiepark Toverland · Afbeeldingen